# Seyed Reza Hosseini Nassab
Storayatollah Seyed Reza Hosseini Nassab (født 22. november 1960) er en religiøs leder (Marja), som bor i Canada.
Nassab var præsident og imam i Islamisk Zentrum i Hamburg (Imam Ali Moschee Hamburg), Tyskland.
Siden 2003 har Nassab været formand for den shiitiske sammenslutning "Ahlul Bayt forsamlingen" i Canada og Imam Mahdi Islamic Center i Toronto.